# 롤랜드 미치너
대니얼 롤랜드 미치너(영어: Daniel Roland Michener, CC, 1900년 4월 19일~1991년 8월 6일)는 캐나다의 제20대 총독이었다.